# 挪威大百科全书
《挪威大百科全书》（挪威語：Store norske leksikon, SNL）是以现代書面挪威語編寫的综合性線上百科全书，1978年由Kunnskapsforlaget出版公司（由Aschehoug和Gyldendal两家出版商合作创立）推出。
21世纪降临之后，纸上百科全书的销售量暴跌，Kunnskapsforlaget也受到很大冲击。不过Fritt Ord基金会还是在2003年出资1千万挪威克朗来推出第四版。第四版有16卷，包括280000个条目、12000页。